# Paloh Bate
Paloh Bate is een bestuurslaag in het regentschap Lhokseumawe van de provincie Atjeh, Indonesië. Paloh Bate telt 844 inwoners (volkstelling 2010).